# INI
Az INI fájlformátum különböző számítógépes platformon elterjedt formátuma a konfigurációs fájloknak.
Az INI egyszerű szöveges állomány, mely szekciókra osztott kulcs-érték párokat tartalmaz.
Az MS-DOS és a 16 bites korai Windows rendszerektől egészen a Windows ME verzióig az INI fájlformátum volt a rendszer, a driverek, boot, stb. elsődleges konfigurációs háttere. Az alkalmazások körében is az INI volt a legnépszerűbb az egyedi beállítások tárolásánál.
A Microsoft a Windows NT-vel vezette be a registryt, amely már nem szövegesen tárolja a rendszer, a felhasználók és az alkalmazások konfigurációit. A későbbi Windows rendszerek szintén a registryt használják, de a .NET-re épülő alkalmazások körében gyakoriak az XML alapú megoldások is.
Az „INI fájl” elnevezés a leggyakrabban alkalmazott kiterjesztésből (.INI) származik, ami az „initialization”, vagy „inicializáció” rövidítése. Elterjedt kiterjesztések még a .CFG, .conf és a .txt.
A Linux (és más Unix) rendszerek, illetve a platform-független szoftverek szintén használják a konfigurációiknál. Szövegesen olvasható, géppel is könnyen értelmezhető, ami nagyban hozzájárult a széles körű elterjedéséhez.

## Formátum

### Tulajdonságok (property)
Az INI fájlok alapelemei a  tulajdonságok vagy propertyk. minden tulajdonság egy kulcs és egy érték rendezett párjából áll, egyenlőségjellel (=) elválasztva.
```
kulcs
=
érték

```

### Szekciók (section)
A tulajdonságokat szabadon lehet ún. szekciókba csoportosítani. A szekciók neve tetszőleges lehet, szögletes zárójelek közé kell egy sorba írni ([ és ]). Minden ez után leírt tulajdonság az adott szekcióhoz tartozik. A szekció végét implicit módon a következő szekció megadása jelzi, minthogy nincs explicit szekció vége jel, ugyanis az INI-ben nem lehet a szekciókat egymásba ágyazni.
```
[szekciónév]

a
=
1

b
=
2

```

### Nagybetű, kisbetű
A Windows implementációja nem tesz különbséget a nagy- és kisbetűk között.

### Kommentek
A sor elejére írt pontosvessző (;) kommentet jelöl, az értelmező figyelmen kívül hagyja a sort.
```
; comment text

```

### Egyéb változatok
Az INI formátum nincs pontosan definiálva, nincs szabványa. Számos program, vagy INI értelmező szabadon kezelheti az egyes nyelvi elemeket.

#### Üres sorok
Kezdetleges INI-feldolgozóknál előfordulhat, hogy nem engedélyezettek az üres sorok. Egy sor vagy szekciódefiníció, vagy tulajdonság, vagy komment kell, hogy legyen.

#### Kommentek
Létezik olyan megvalósítás, ahol a sor-kommentet a szkriptnyelvekhez hasonlóan a kettőskereszt (#) jelöli.
Egyes implementációkban a komment bárhol kezdődhet egy sorban, ahol a pontosvessző jelöli. Máshol (pl. a Windows GetPrivateProfileString rendszerhívása) az egész sornak kommentnek kell lennie.

#### Azonos kulcsnevek
A legtöbb megvalósítás nem engedi meg, hogy egy szekción belül egy kulcsnév többször előforduljon. A második előfordulás vagy az értelmezés megszakítását, vagy a tulajdonság figyelmen kívül hagyását, vagy az előző előfordulás felülírását eredményezheti. Néhány program megengedheti a névismélődést, ún. multi-valued properties formájában.

#### Escape karakterek
Az escape karaktereket legelterjedtebben a visszaper (\) karakterrel használhatjuk.
| Szekvencia | Jelentés                                               |
| ---------- | ------------------------------------------------------ |
| \\         | \ (egyszerű visszaper, escape-eli az escape karaktert) |
| \0         | Null karakter                                          |
| \a         | Bell/Rendszercsengő                                    |
| \b         | Backspace/visszatörlés, ritkán Bell karakter           |
| \t         | Tabulátor                                              |
| \r         | Kocsi vissza                                           |
| \n         | Újsor karakter                                         |
| \;         | Pontosvessző                                           |
| \#         | Kettőskereszt                                          |
| \=         | Egyenlőségjel                                          |
| \:         | Kettőspont                                             |
| \x????     | Unicode karakter hexadecimálisan megadva (????)        |

#### Globális tulajdonságok
Opcionálisan globális tulajdonságok is értelmezhetőek, ha a szekciódefiníciók előtt lettek deklarálva.

#### Hierarchia
Habár az INI formátum nem hierarchikus, bizonyos névkonvenciók alkalmazásával lehet a szekciók között látszólagos hierarchiát alkalmazni. Ha az A szekció része a B alszekció, melynek része a C al-alszekció, akkor például a [A.B.C] szekciómegjelöléssel ez a hiányzó funkció helyettesíthető (ezt alkalmazza pl. a Windows xstart.ini állománya). Használatos még a [A\B\C] és a [A] szekció, B,C,P = V kulcs-érték pár konvenció is.
Nincs rá szabvány, így nem egyértelmű, hogy egy adott modul, amelyik ezen megközelítések valamelyikét alkalmazza, az alkalmazásfejlesztőre bízza az álhierarchia ilyen jellegű megvalósítását, vagy saját maga, a névkonvenciók alapján eleve egy hierarchikus hozzáférést biztosít a tárolt tulajdonságokhoz.

#### Kulcs-érték elválasztó
Néhány implementáció kettőspontot (:) használ kulcs-érték elválasztónak (az egyenlőségjel helyett).

#### Whitespace
A whitespace értelmezése különböző. A legtöbb modul figyelmen kívül hagyja az elválasztó karakter körüli szóközöket, némely még az értékeken belül is (ilyen esetben például a „host name” és a „hostname” jelentése megegyezik). De előfordulhat, hogy egy feldolgozó minden karaktert figyelembe vesz az egyenlőségjeltől a sorvégéig.

## Példa
A következő fiktív példa két szekciót tartalmaz: az első a szoftver felhasználójának adatait, a második pedig a használt adatbázis-kapcsolatot. A kommentek az utolsó módosítást, illetve a szervereléréshez szóló javaslatot tartalmazzák.
```
; last modified 1 April 2001 by John Doe

[owner]

name
=
John Doe

organization
=
Acme Widgets Inc.

[database]

; use IP address in case network name resolution is not working

server
=
192.0.2.62
     

port
=
143

file
=
"payroll.dat"

```

## INI fájlok feldolgozása
A Windows Profile APIján keresztül lehetőséget ad INI fájlok írására és olvasására. Például a GetPrivateProfileString függvény a megadott INI fájl megadott szekciójából egy sztringet (karakterláncot) ad vissza.
A következő C program azt mutatja be, hogy hogyan lehet sztringet, illetve egész számot kiolvasni a fenti INI példafájlból:
```
#include
 
<windows.h>

int
 
main
(
int
 
argc
,
 
_TCHAR
 
*
argv
[])

{

  
_TCHAR
 
dbserver
[
1000
];

  
int
 
dbport
;

  
GetPrivateProfileString
(
"database"
,
 
"server"
,
 
"127.0.0.1"
,
 
dbserver
,
 
sizeof
(
dbserver
),

                          
".
\\
dbsettings.ini"
);

  
dbport
 
=
 
GetPrivateProfileInt
(
"database"
,
 
"port"
,
 
143
,
 
".
\\
dbsettings.ini"
);

  
// N.B. WritePrivateProfileInt() does not exist

  
return
 
0
;

}

```

A Python standard könyvtárának configparser modulja, a PHP parse_ini_file függvénye, a Ruby környezetben pedig a inifile gem végzi az INI fájlok feldolgozását.
A C++ nyelvhez többek közt a Qt library nyújt platformfüggetlen INI-feldolgozást a QSettings Archiválva 2014. február 25-i dátummal a Wayback Machine-ben osztályon keresztül. 
```
QSettings
 
settings
(
"dbsettings.ini"
,
 
QSettings
::
IniFormat
);

settings
.
beginGroup
(
"database"
);

settings
.
setValue
(
"server"
,
 
"192.0.2.62"
);

settings
.
endGroup
();

```

## Alternatívák
Konfiguráció tárolására a Windows a registryt javasolja, de ezen kívül más leírónyelvek, mint pl. az XML, JSON, YML, vagy egyszerű adatbázisok, mint az SQLite is használhatóak.

## Fordítás
- Ez a szócikk részben vagy egészben  az   INI file című angol Wikipédia-szócikk fordításán alapul.  Az eredeti cikk szerkesztőit annak laptörténete sorolja fel. Ez a jelzés csupán a megfogalmazás eredetét és a szerzői jogokat jelzi, nem szolgál a cikkben szereplő információk forrásmegjelöléseként.